# Одергем
Одергем (фр. Auderghem) чи Аудергем (нід. Oudergem) — одна з дев'ятнадцяти комун, що утворюють Брюссельський столичний регіон Бельгії.

## Назва
Назва комуни у перекладі означає "старий дім".

## Географія
Комуна Одергем розташована на півдні столичного регіону, уздовж долини річки Волюве біля входу до Суанського лісу.
Одергем межує з комунами Еттербек, Іксель, Волюве-Сен-П'єр та Ватермаль-Буафор.

## Історія
Комуна Одергем виникла у другій половині ХІІІ століття на територіях, що належали жіночому монастиреві Валь-Дюшес (фр. Prieuré de Val Duchesse). Спочатку це був невеличкий хутір при дорозі з Брюсселю до Вавру та Тервюрену, який згодом розвинувся й став частиною села Ватермаль. В середині 19 століття тут проживало близько 1600 жителів. Одергем разом з селами Ватермаль і Буафор входили до єдиної парафії Сен-Климент,  названої на честь Климента І. Одергем відокремився від села Ватермаль-Буафор і став самостійною комуною 1 січня 1863 року.
Із будівництвом залізниці, що поєднує Брюссель і Тервюрен, а також із будівництвом 1910 року бульвару Суверен (фр. Boulevard du Souverain, нід. Vorstlaan),  комуну було модернізовано й чисельність населення почала швидко зростати.
1956 року Поль-Анрі Спаак провів міжурядову конференцію з питань спільного ринку та Євроатому в замку Val Duchesse (Замок Долини Герцогині) в Одергемі, яка була етапом підготовки Римської угоди 1957 року, результатом якої стало створення Європейського співтовариства та Євратома 1958 року.
Комуною керує мер Дідьє Гусьєн.

## Населення
| Рік | 1990  | 1995  | 2000  | 2005  | 2007  | 2008  | 2009  | 2010  | 2011  |
| --- | ----- | ----- | ----- | ----- | ----- | ----- | ----- | ----- | ----- |
| Населення | 29143 | 29316 | 28804 | 29265 | 29681 | 30086 | 30456 | 30811 | 31408 |
| Джерело: Населення Бельгії у 1990-2011 роках. на сайті Головної дирекції статистики і економічної інформації уряду Бельгії. |       |       |       |       |       |       |       |       |       |

В комуні за даними на 1 січня 2011 року проживало 31408 чоловік, з яких 23490 людей (74,79 %)  були бельгійського походження і 7918 (25,21 %) - іноземцями, з яких 5597 людей походили з країн Євросоюзу, 2321 людина - з інших країн світу. З всіх іноземців 14 людей мали статус політичних біженців.
| Бельгія | 23665 | 23544 | 23493 | 23510 | 23421 | 23411 | 23490 |
| Велика Британія | 361   | 350   | 323   | 326   | 322   | 345   | 363   |
| Греція | 168   | 166   | 182   | 190   | 199   | 194   | 225   |
| Дем. Респ. Конго (колишній Заїр) | 69    | 103   | 88    | 102   | 125   | н. д. | 119   |
| Ірландія | 77    | 79    | 91    | 89    | 82    | н. д. | 100   |
| Іспанія | 404   | 422   | 411   | 412   | 426   | 407   | 471   |
| Італія | 530   | 535   | 542   | 535   | 515   | 493   | 536   |
| Китай | 80    | 120   | 128   | 91    | 86    | н. д. | 107   |
| Марокко | 84    | 107   | 111   | 126   | 98    | н. д. | 153   |
| Нідерланди | 114   | 118   | 125   | 123   | 116   | н. д. | 118   |
| Німеччина | 311   | 354   | 358   | 356   | 378   | 354   | 427   |
| Польща | 26    | 72    | 88    | 138   | 215   | 392   | 536   |
| Португалія | 261   | 282   | 307   | 315   | 323   | 333   | 332   |
| Румунія | 25    | 26    | 23    | 44    | 63    | н. д. | 281   |
| США | 107   | 100   | 91    | 81    | 111   | н. д. | 120   |
| Туреччина | 232   | 194   | 181   | 170   | 189   | н. д. | 178   |
| Угорщина | н. д. | н. д. | н. д. | н. д. | н. д. | н. д. | 134   |
| Україна | н. д. | н. д. | н. д. | н. д. | н. д. | н. д. | 16    |
| Франція | 1015  | 994   | 1046  | 1133  | 1191  | 1324  | 1423  |
| Японія | 504   | 528   | 576   | 605   | 677   | 735   | 767   |
| Інші | 883   | 898   | 924   | 919   | 1015  | 2098  | 1512  |
| Разом | 28916 | 28992 | 29088 | 29265 | 29552 | 30086 | 31408 |
| Примітки. 1. н. д. - немає данних. 2. В таблиці окрім України представлені лише ті країни, кількість вихідців з яких в населенні комуни становить 100 або більше осіб. |       |       |       |       |       |       |       |

## Пам'ятки

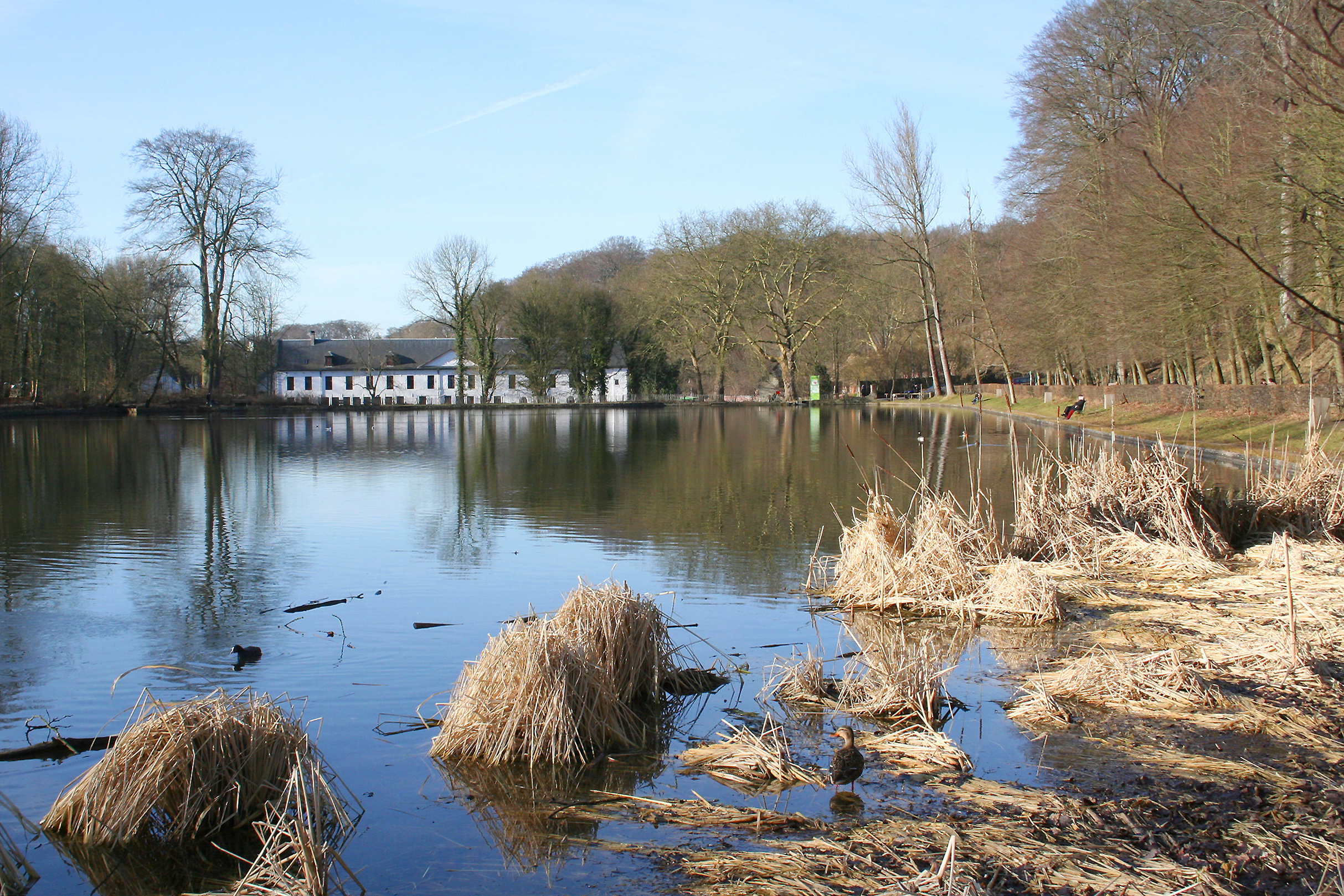
Абатство Rouge-Cloître

Незважаючи на широку дорогу, прокладену містом, та зростання трафіку, Одергем зумів зберегти важливу частину своєї природної та історичної спадщини: струмки, абатство Rouge-Cloître чи Rood Klooster (Червоний монастир) і його центр, монастир Val Duchesse або Hertoginnedal (Долина Герцогині), замок Trois Fontaines чи Drie Fonteinen (Трьох водограїв), та дивовижну каплицю святої Анни.

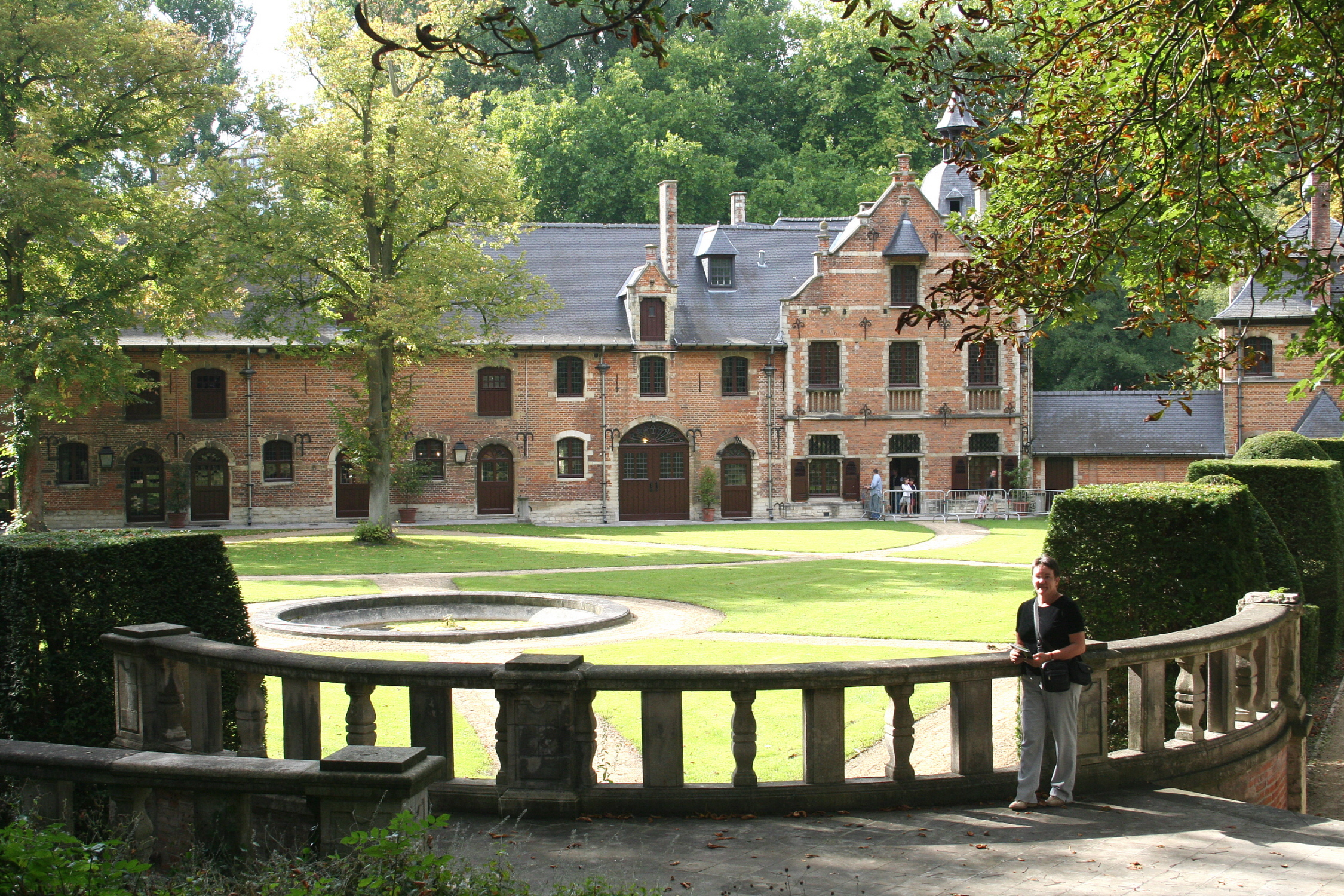
Монастир Валь-Дюшес.

Монастир Val Duchesse або Hertoginnedal, подарунок короля рідко буває відкритим для публіки. 1963 року тут збирався кабінет міністрів Бельгії, закликаючи до федералізму в країні, однак був розкритикований радикально налаштованими фламандськими націоналістами.
Каплиця святої Анни, зведена у XII столітті, закрита для публіки. Починаючи з 1843 року кілька разів змінювала власника, однак середньовічні скульптури й меблі донині знаходяться всередині.

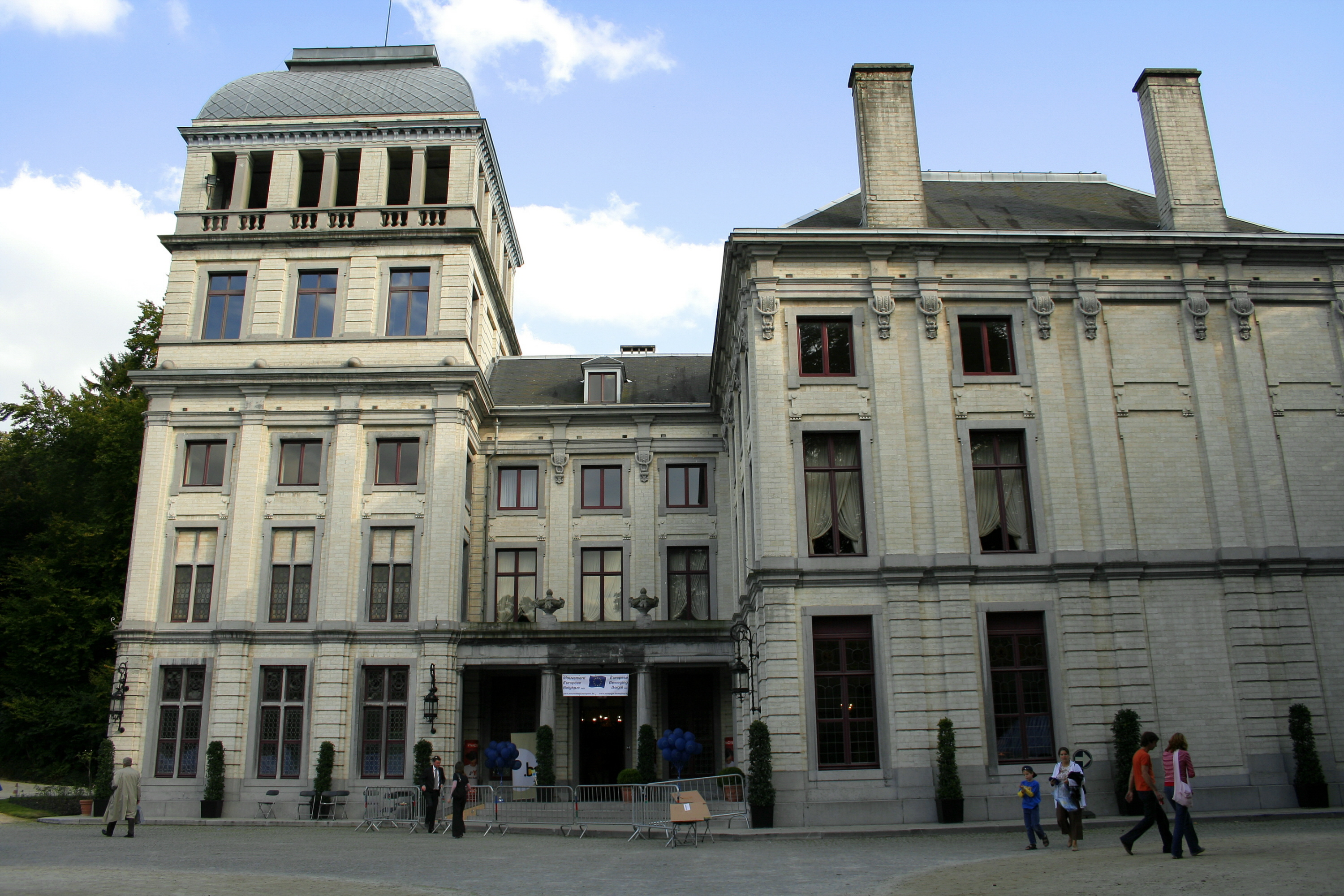
Замок Валь-Дюшес.

## Особи, пов'язані з містом
- Огюст Олефф (1867-1931), бельгійський художник